# RRI Rhein Ruhr International

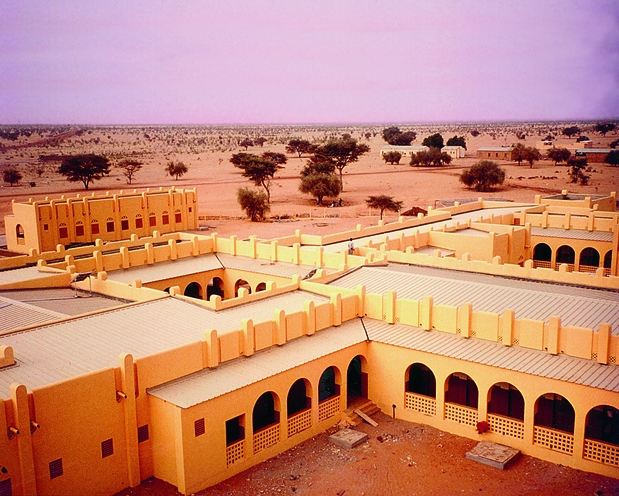
Hospital en Malí, África

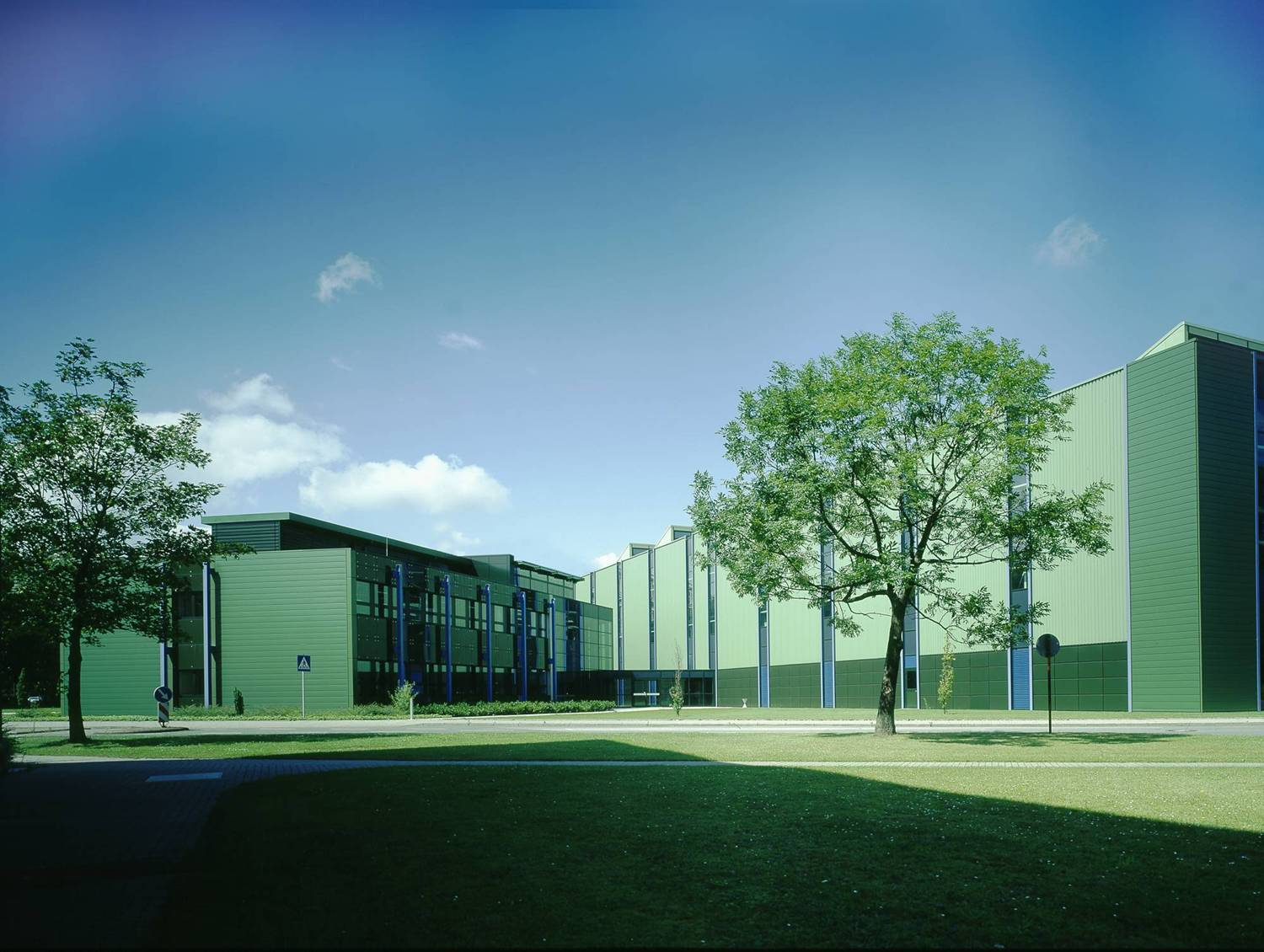
Inmersión en caliente línea de galvanizado, Alemania

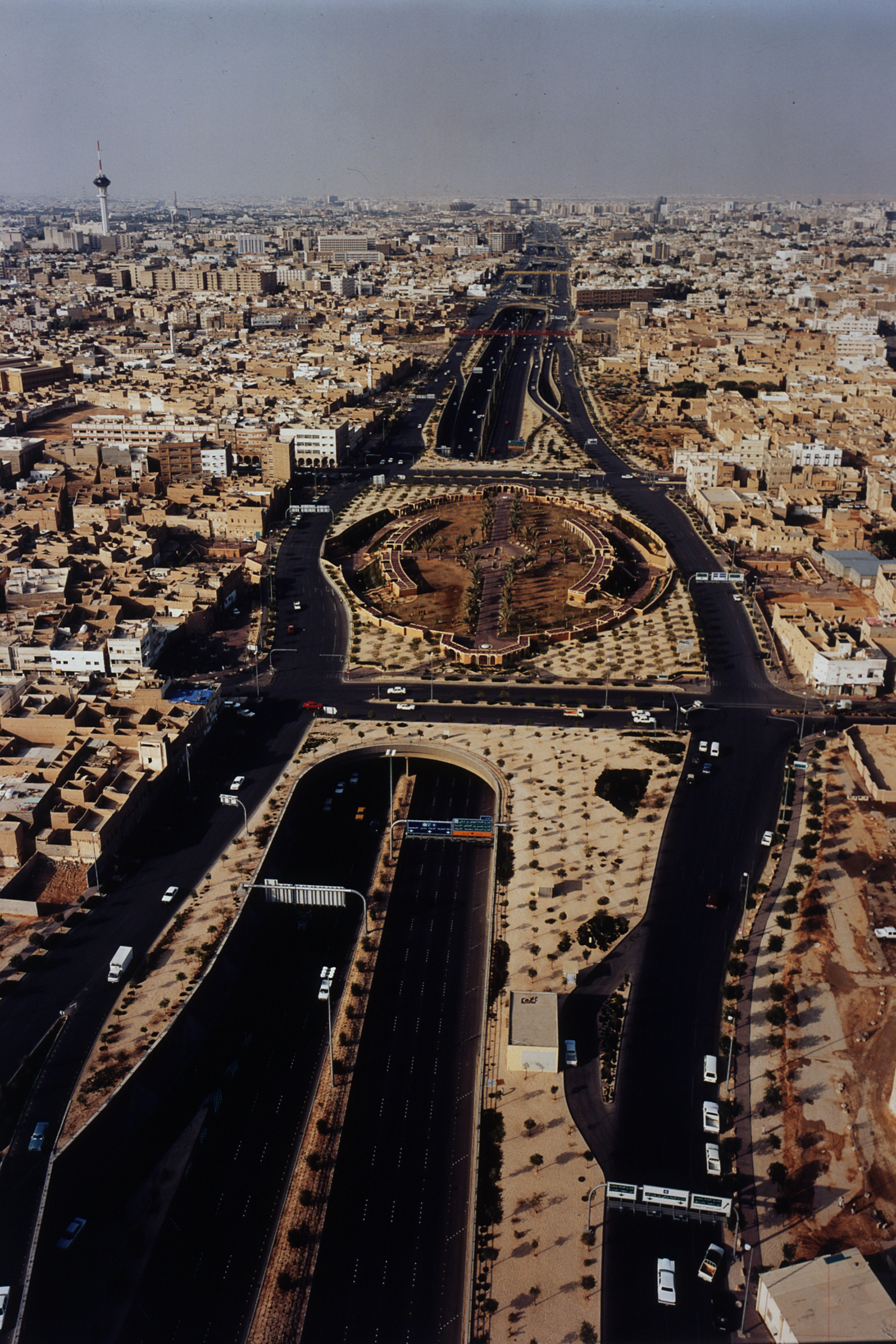
Autopista urbana en Riad, Arabia Saudí

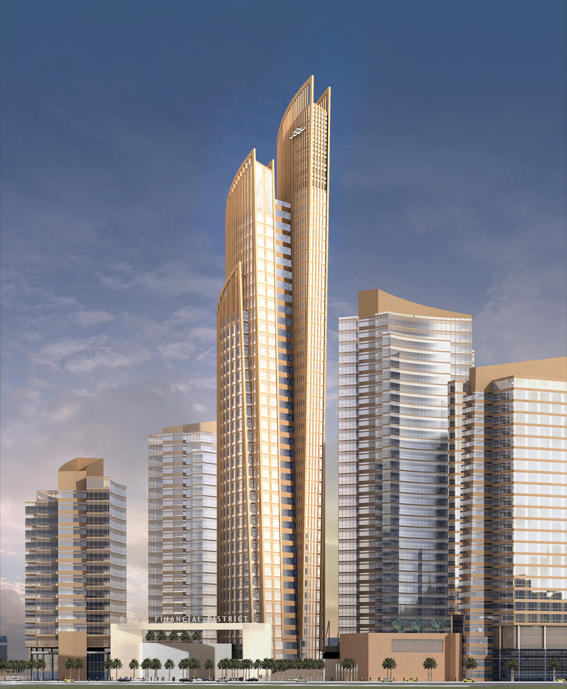
Complejo de oficinas y hoteles en Catar

RRI Rhein Ruhr International GmbH es una empresa consultora de ingeniería. Su sede está ubicada en Dortmund,  Alemania. Esta empresa transnacional se dedica a la asesoría, ingeniería, gestión de proyectos, gestión de riesgos y servicios en contratos EPCM para la industria, la infraestructura y los bienes inmuebles. RRI cuenta con filiales en diferentes partes del mundo. 

## Historia
RRI Rhein Ruhr International GmbH fue fundada por ThyssenKrupp Steel AG en 1942 en la ciudad de Dortmund, Alemania, bajo el nombre de « Stahl-Union Ingenieurbau GmbH ». 
En 1955 RRI realizó su primer proyecto internacional, el cual fue una fábrica de acero ubicada en la India. A partir de aquí, RRI ha incrementado constantemente proyectos industriales e institucionales en todo el mundo. 
En 1966 la compañía cambió su nombre por Rhein-Ruhr Ingenieurgesellschaft mbH.
En 2003 la empresa fue reestructurada y nombrada RRI Rhein Ruhr International GmbH.
Actualmente, RRI Rhein Ruhr International GmbH está certificada conforme a la norma DIN ISO 9001
RRI es miembro de la Asociación Alemana de los Ingenieros Consultores « VBI ». 
Como consultor internacional, RRI integró en su filosofía corporativa el Pacto global de las Naciones Unidas, alineando sus estrategias en materia de derechos humanos, normas laborales, el medio ambiente y la lucha contra la corrupción.

## Campo de actividades
RRI asesora como consultor desde la primera fase del diseño hasta la construcción de las instalaciones industriales, plantas, así como de los proyectos de infraestructura técnica y social, realizando proyectos internacionales en todas partes del mundo. 
Los departamentos son:
- Industria: Competencias más importantes son
  - Industria siderúrgica: La prestación de servicios para diferentes tipos de acerías y para la producción de acero, sistemas de producción y transformación.
  - Edificios industriales: Servicios de ingeniería y servicios industriales.
  - Técnica de instalaciones: Servicios de diseño de ingeniería, preparación de diseños preliminares, estudios detallados de las alternativas, estudios de aplicación y supervisión de los sistemas mecánicos, la infraestructura operativa, instalaciones auxiliares y los sistemas de medios de comunicación para las plantas industriales.

- Infraestructura: Estudios de proyectos de desarrollo urbano y las zonas industriales, asistencia técnica y asesoramiento en el ámbito del transporte, servicios públicos, saneamiento y tratamiento de residuos.
  - Infraestructura de tráfico: Tráfico de carreteras y vías ferroviarias, instalaciones portuarias y aeropuertos.
  - Ingeniería Civil: Puentes, presas y túneles.

- Bienes inmuebles: Instalaciones comerciales y sociales como complejos de oficinas y hoteles, viviendas, instalaciones deportivas y de ocio, hospitales y hogares de ancianos.
  - Arquitectura y edificios: Diseño arquitectónico y consultoría de la construcción.
  - Desarrollo urbano y rural: Estudios de áreas industriales y residenciales.
  - Hospitales: Estudios para obras nuevas y / o extensiones, renovaciones de hospitales, implementación de equipos médico-técnicos.

## Grupo RRI
Filiales y afiliadas:
- RRI Rus LLC, Moscú / Rusia, se centra en proyectos en los mercados de los Estados de la CEI y Asia Central.
- RRI Afrique de l´Ouest S.A.R.L., Cotonú / Benín, trabaja en el mercado de África Occidental.
- RRI Cameroun S.A.R.L., Yaundé / Camerún
- RRI Ghana Limited, Accra/ Ghana

## Principales proyectos
- Gestión de proyectos para la construcción de una fábrica de caramelos en Rusia para Ferrero Rocher en colaboración con Hochtief AG.
- Torres de agua en Arabia Saudita
- La carretera 54 en Arabia Saudita
- Embajada de Alemania en Arabia Saudita
- Complejo de oficinas y hoteles en el distrito financiero « Barwa » en Catar[2]
- Complejo de viviendas en Rusia y en Arabia Saudita
- En 2004, el expresidente de Alemania, Horst Köhler, inauguró el puente « Konrad-Adenauer »  en Benín, (África). RRI fue responsable de la consultoría, planificación y supervisión de la construcción. El contratista principal fue DYWIDAG International GmbH.[3]
- RRI Rhein Ruhr International planeó el puente « Willy-Brandt » en Benín (África), que fue terminado en enero del 2009. Mediante este puente se logró eliminar la congestión de tráfico en Cotonú.
- Hospitales en Malí
- RRI Rhein Ruhr International GmbH realizó la planificación y supervisión de la construcción de la Presa Manantali que fue construida en Malí de 1981 hasta 1988 por el ECBM (Empresas de la Construcción du Presa de Manantali), un consorcio de empresas europeas como  Ed.Züblin, Dyckerhoff & Widmann, Losinger AG.
- Servicios EPCM para una planta de ferroaleaciones de Kazchrome en Kazajistán.
- Toda la ingeniería de infraestructura y supervisión de la construcción para la planta de CSP SeverStal en Rusia.
- Diseño, plan maestro y as-built para la nueva planta de procesamiento de acero de ThyssenKrupp en Alabama, EE. UU.